# روبرت ن. بيج
روبرت ن. بيج هو سياسي أمريكي، ولد في 26 أكتوبر 1859 في كاري في الولايات المتحدة، وتوفي في 3 أكتوبر 1933 في أبردين في الولايات المتحدة. نشط حزبياً في الحزب الديمقراطي. وقد انتخب عضو مجلس نواب كارولينا الشمالية ‏ وانتخب عضو مجلس النواب الأمريكي ‏.